# Hemilissa gummosa
Hemilissa gummosa är en skalbaggsart som först beskrevs av Perty 1832.  Hemilissa gummosa ingår i släktet Hemilissa och familjen långhorningar. Inga underarter finns listade i Catalogue of Life.